# Bethune: The Making of a Hero
Bethune: The Making of a Hero er en film fra 1990 af Phillip Borsos.

## Medvirkende
- Donald Sutherland som Norman Bethune
- Helen Mirren som Frances Penny Bethune
- Helen Shaver som Mrs. Dowd
- Colm Feore som Chester Rice
- James Pax som Mr. Tung
- Guo Da som Dr. Chian
- Anouk Aimée som Marie-France Coudaire
- Ronald Pickup som Alan Coleman